# Ботанічний сад БІН РАН

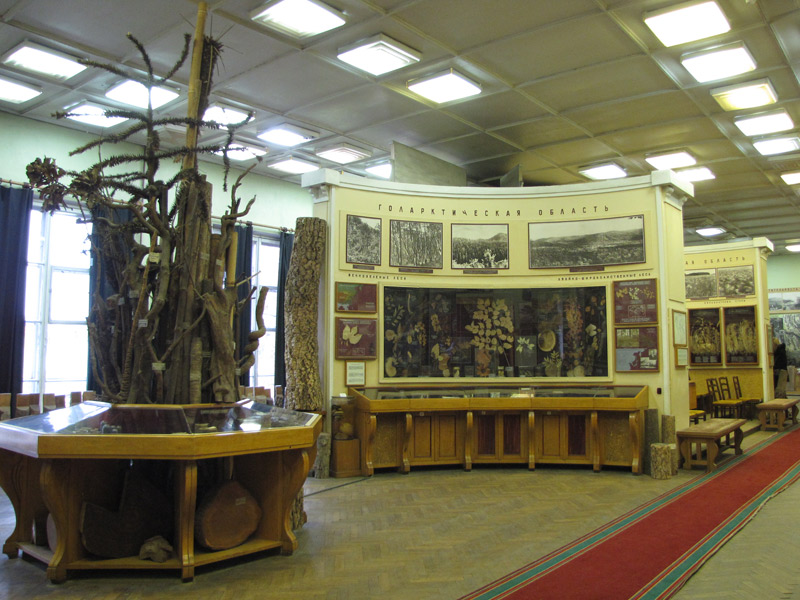
У ботанічному музеї

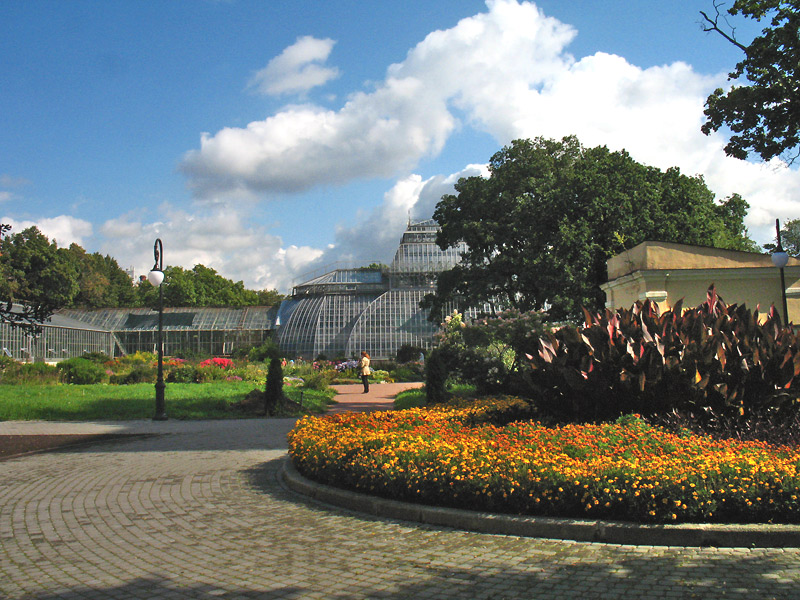
Оранжерея та квітник

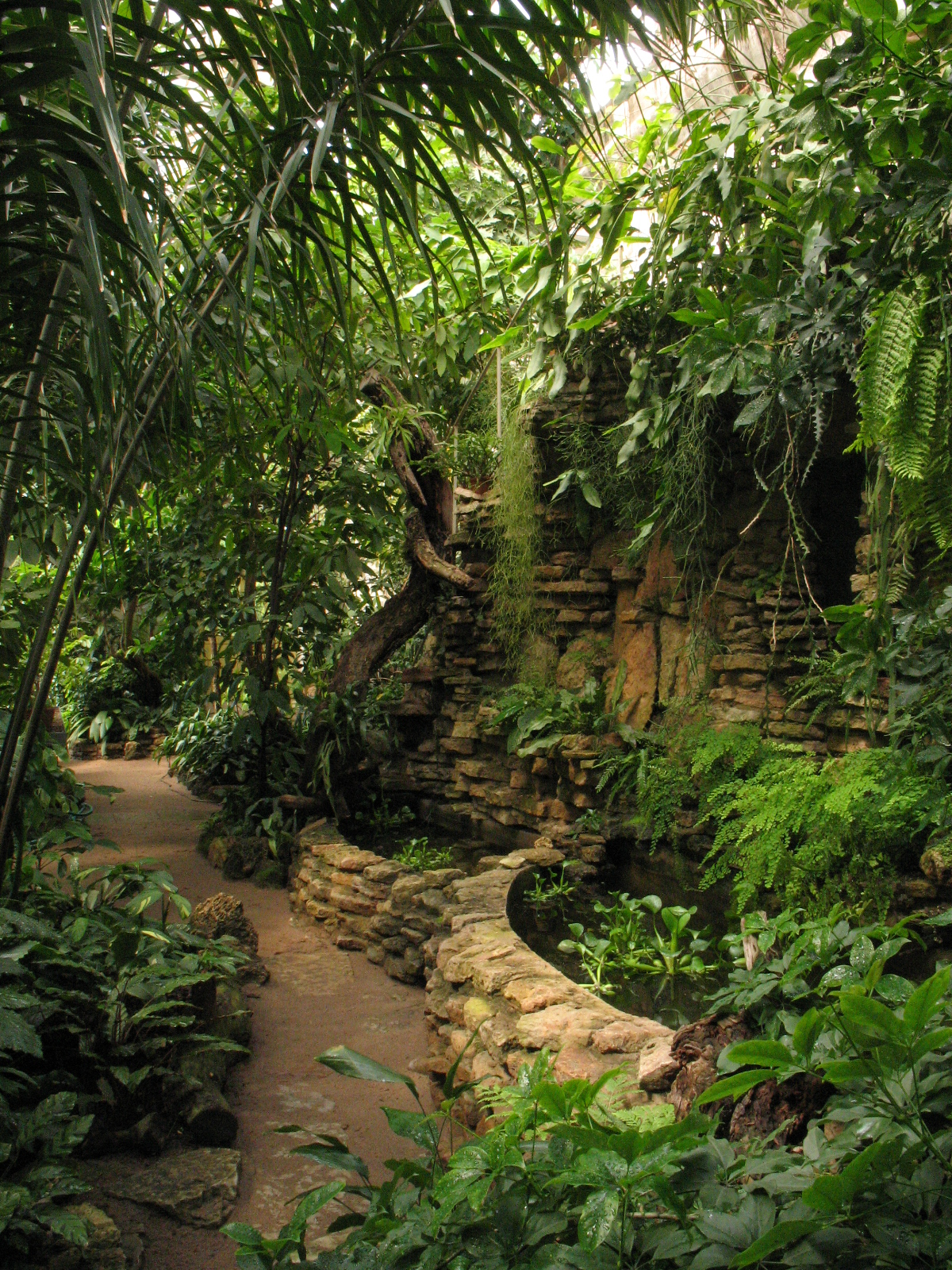
Тропічна оранжерея

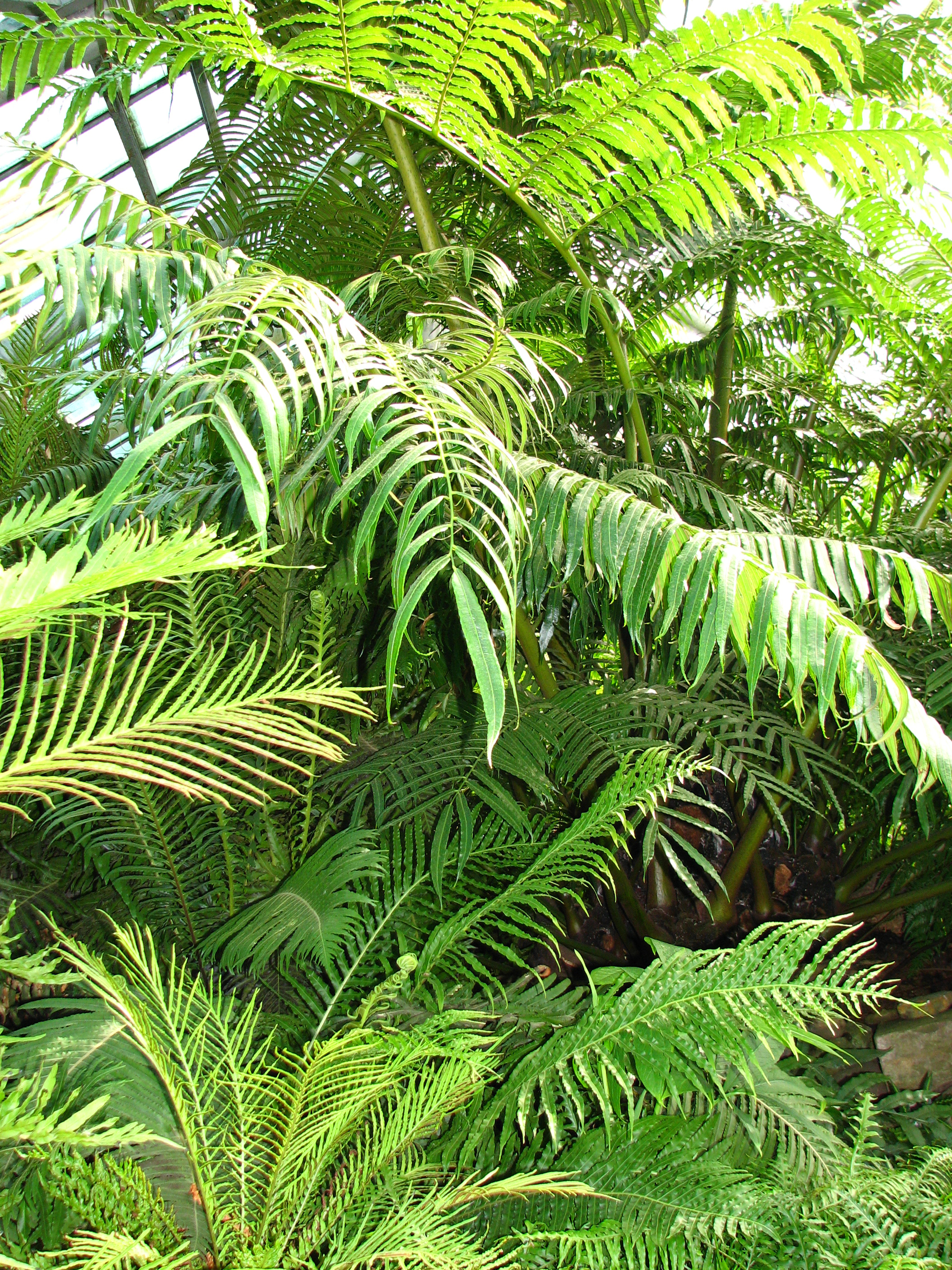
Папоротева оранжерея

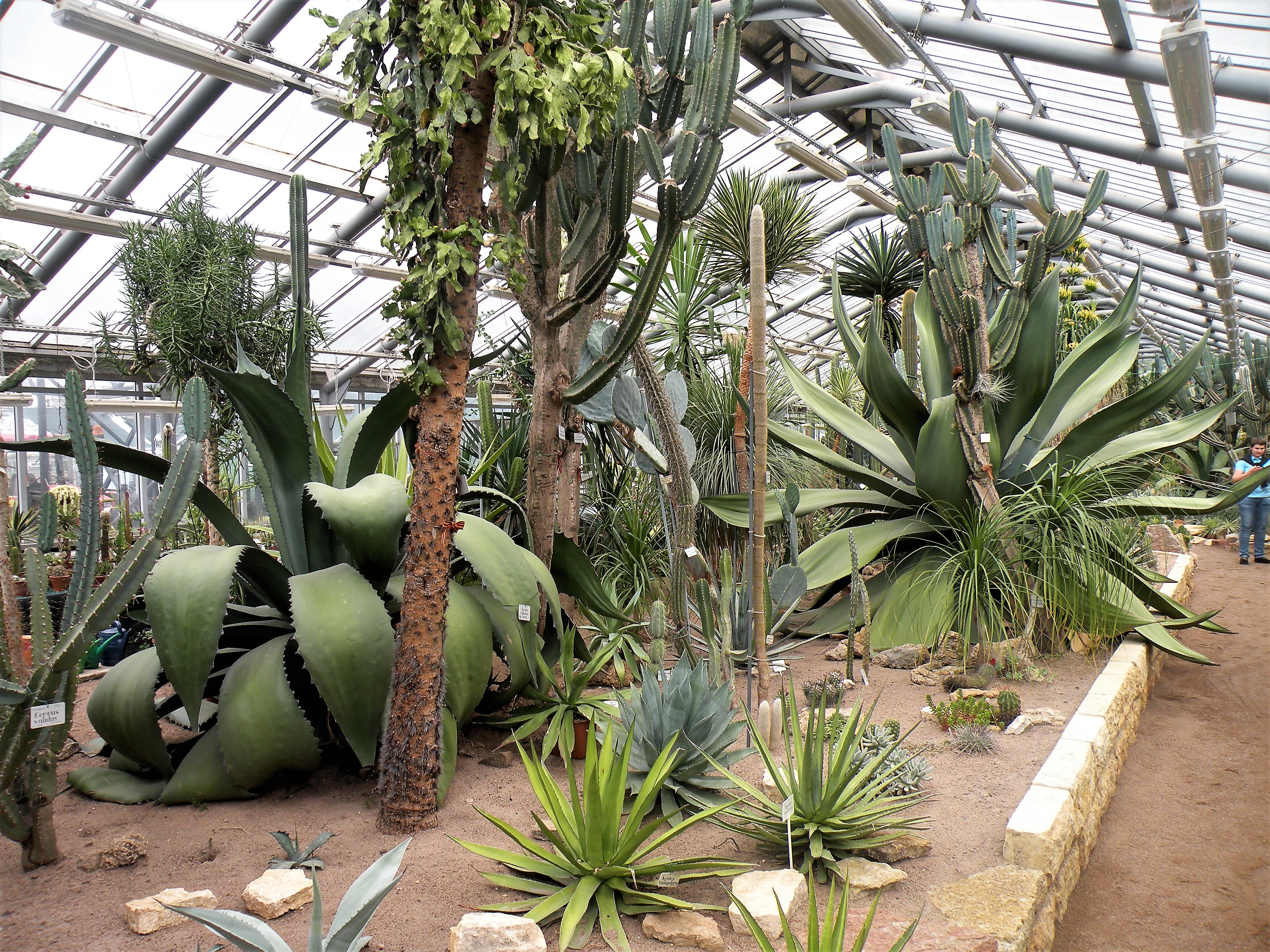
Оранжерея кактусів

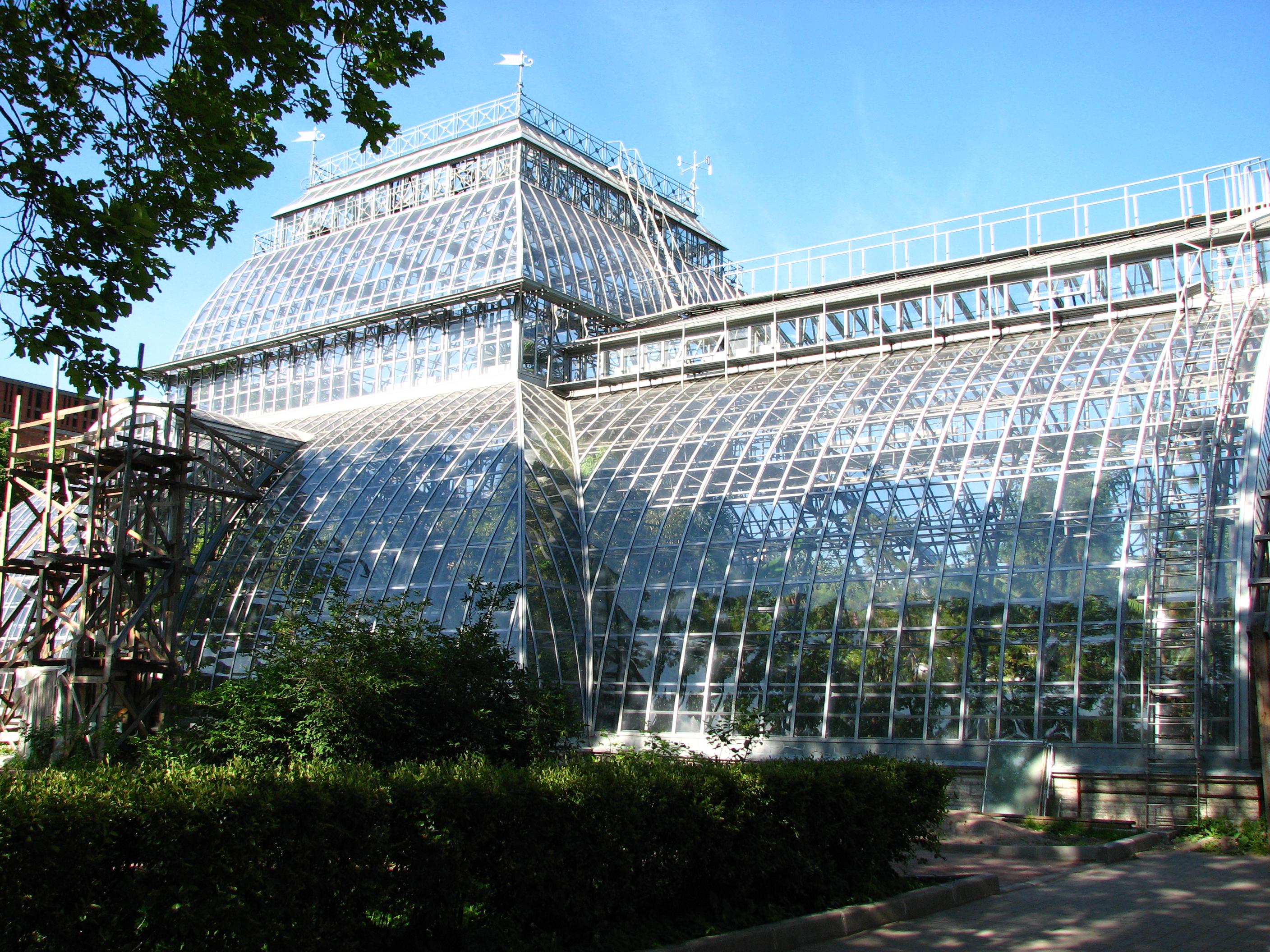
Велика субтропічна оранжерея

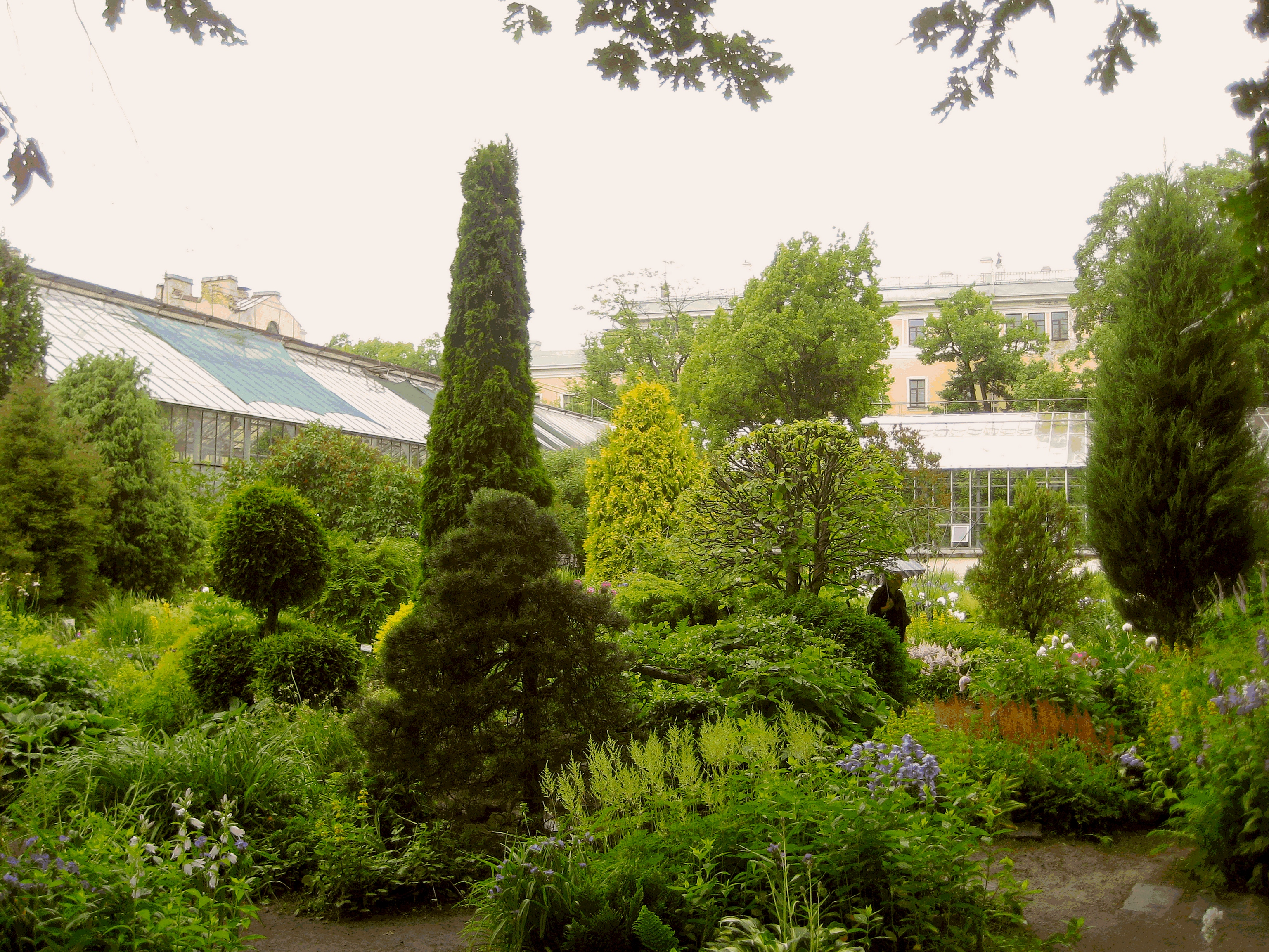
Пейзажний сад

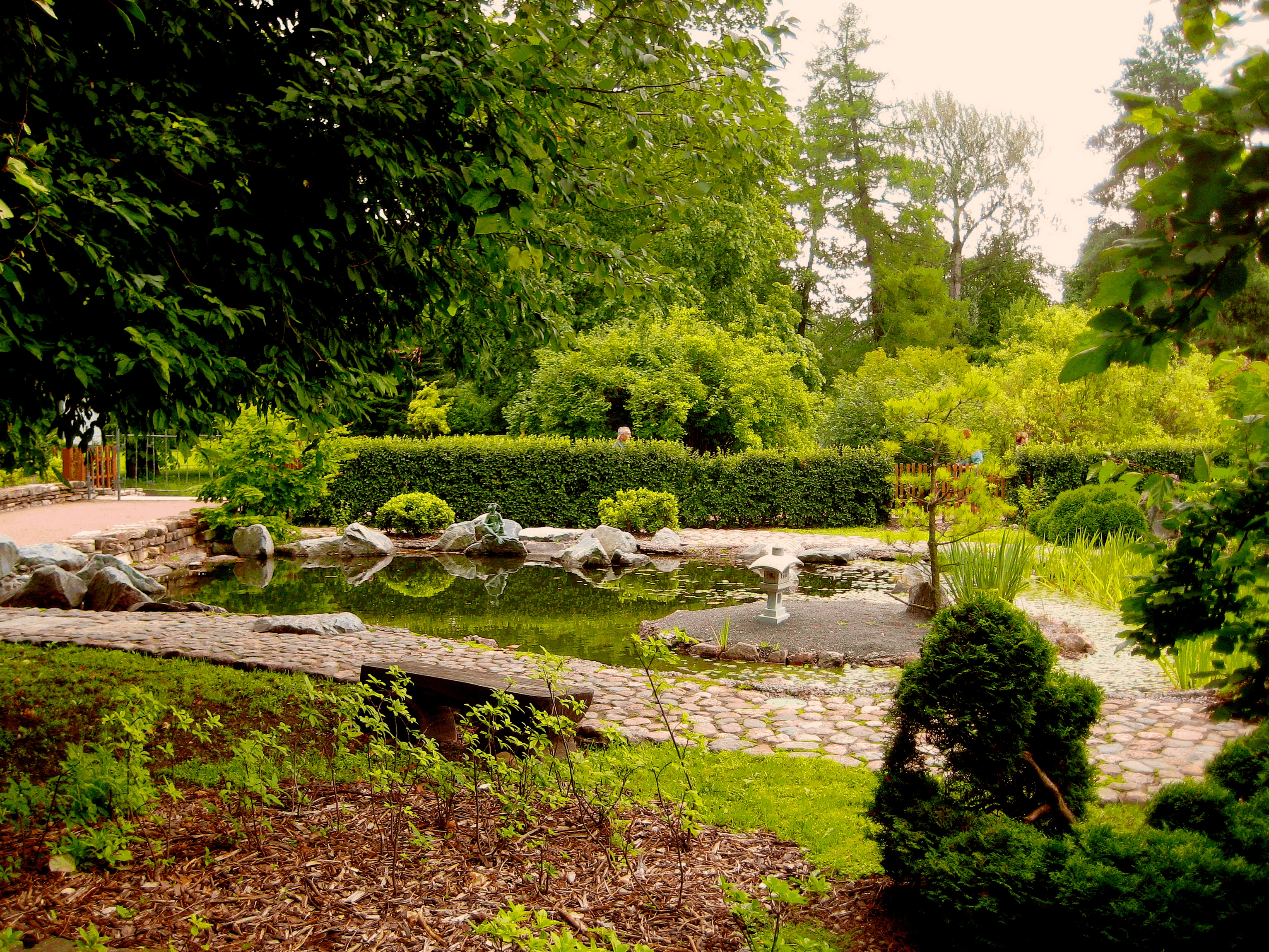
Японський сад

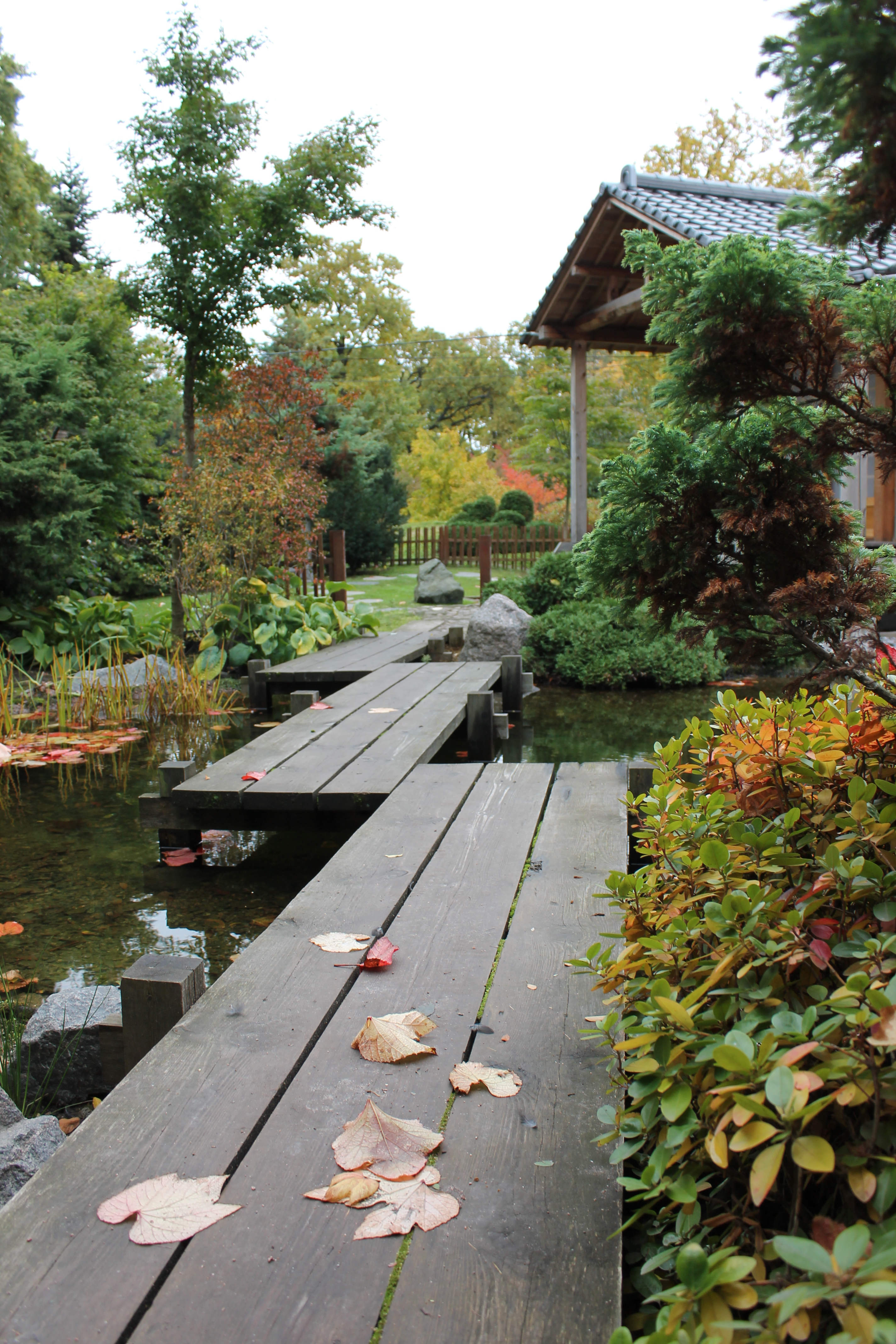
Місток в Японському саду

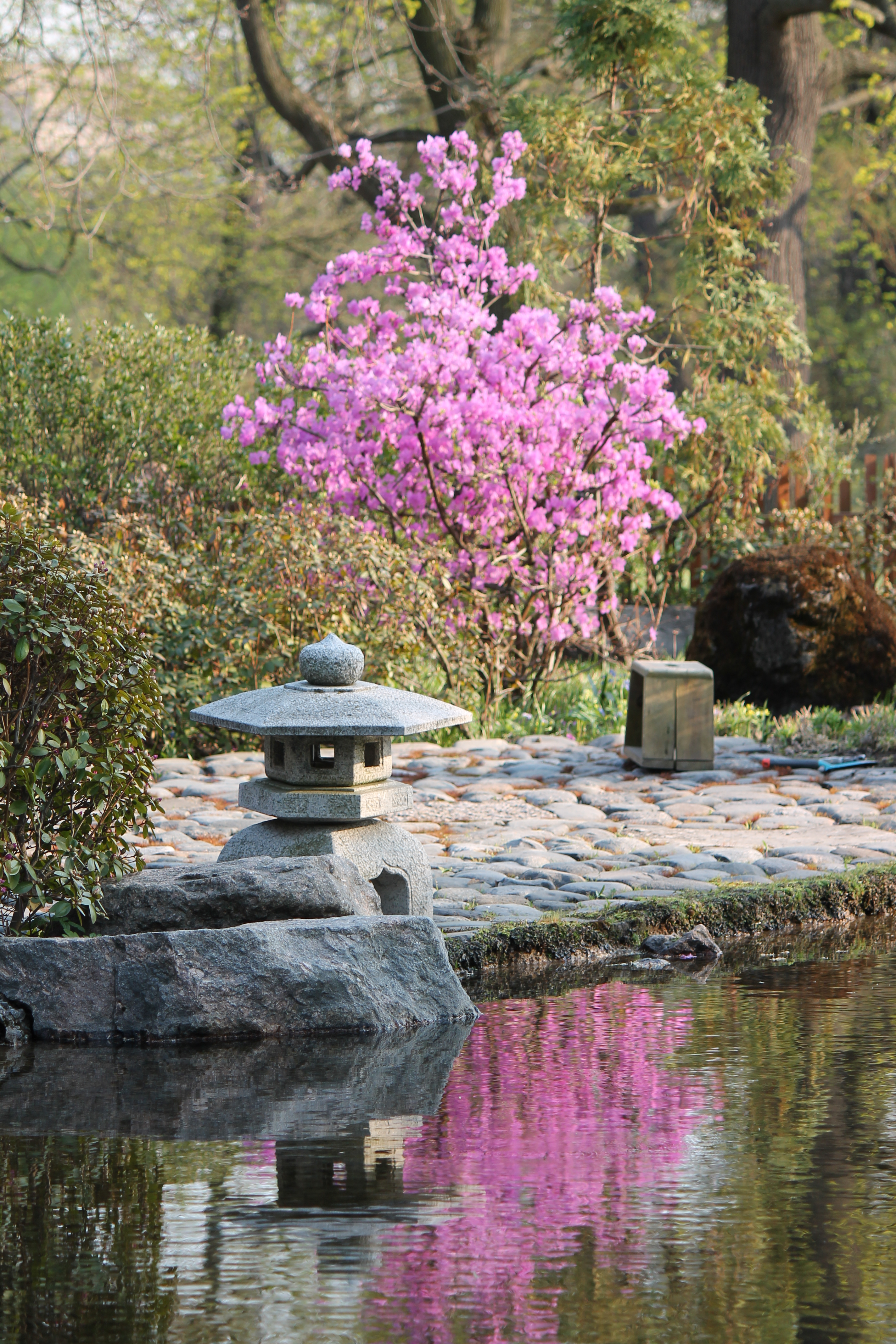
Рододендрон в Японському саду

Ботанічний сад Ботанічного інституту ім. В. Л. Комарова РАН (Ботанічний сад БІН РАН; колишній Імператорський Ботанічний сад) — один з найстаріших ботанічних садів Росії, розташований на Аптекарському острові в Санкт-Петербурзі. Займає територію між Аптекарською набережною Великої Невки, набережною Карпівки, Аптекарським проспектом і вулицею Професора Попова (навпроти електротехнічного університету «ЛЕТІ»). Ботанічний сад є членом Міжнародної ради ботанічних садів з охорони рослин (BGCI) і має міжнародний код LE.
Ботанічний сад адміністративно підпорядковується Ботанічному інституту імені В. Л. Комарова, будучи його відділом, і входить, таким чином, в структуру Російської академії наук.
Колекція розташованого на території саду Ботанічного музею ім. В. Л. Комарова налічує понад 80 тисяч зразків.

## Історія саду

### Сад у XVIII столітті
Ботанічний сад в Санкт-Петербурзі веде свою історію від Аптекарського саду, або Аптекарського городу.
Аптекарські сади в Росії влаштовуються вже з часів царювання Михайла I для утримання аптек казенних і польових; при Олексієві Михайловичу було 3 аптекарських сада.
Перший (що не зберігся) подібний садок в Санкт-Петербурзі був створений на нинішній Великій Охті, поблизу руїн фортеці Нієншанц. Існували також Аптекарські городи на Мойці.
Указом від 11 (22) лютого 1713 року Петро I звелів заснувати Аптекарський сад на Воронячому острові, одному з островів, що лежать біля Санкт-Петербурга, згодом острів став називатися Аптекарським.
Головна мета цього саду полягала в розведенні лікарських трав.
Поступово територія саду розширювалася за рахунок покупки і приєднання до нього окремих ділянок.
При Катерині II сад мав в довжину 300, а в ширину 200 саженів (тобто 640 на 425 метрів); був побудований великий дерев'яний будинок, в якому жив професор ботаніки, а влітку — президент Медичної колегії. У той час тут старанно розводили «Тунгуський чайок» (гадючник в'язолистий), вважалося, що він є прекрасним потогінним засобом при простудних і гарячкових хворобах.
Сад завжди знаходився в тісному зв'язку з лікарськими і навчальними закладами столиці, щоб їм служити посібником при викладанні ботаніки; тут читали лекції ботаніки: Буксбаум — перший ботанік-фахівець, який керував садом, що зробив кілька екскурсій по Росії і збагатив аптекарські розплідники першими рідкісними видами російських рослин, Фішер, Сигезбек, Рудольф, Стефан та інші; вони ж і управляли садом, який був створений архіятером Блюментростом. Тут також працював Гаспар Фохт, який 1718 року був запрошений Петром І до столиці і створював Літній і Аптекарський сади.
У сусідстві з садом було відкрито училище для дітей канцелярських служителів Медичної колегії, першим директором якої був штаб-лікар Парпура, у віданні якого перебувала також знову заснована медична друкарня (згодом друкарня Міністерства внутрішніх справ).

### Сад у XIX столітті

#### Перебудова при Олександрі I
У 1823 році Аптекарський сад, через брак коштів, знаходився в жалюгідному стані. Він мав два відділи: медичний та ботанічний, але число рослин останнього було невелике — не більше 1 500 видів, і при цьому не було ніяких наукових колекцій і посібників. В цей час на нього звернув увагу керівник Міністерства внутрішніх справ граф Віктор Павлович Кочубей і задумав перетворити сад, зробивши його не тільки місцем розведення лікарських трав, але, головним чином, місцем наукових досліджень.
Розробка плану перебудови саду була доручена професору Ернсту фон Фішеру, який і представив цей проект імператору Олександру I.
22 березня 1823 року вийшло Найвище веління змінити устрій саду згідно з поданим планом, а саме: з'єднати обидва відділи — медичний і ботанічний — в один сад, перебудувати і поліпшити будівлі, нарешті, перейменувати Аптекарський сад в Імператорський Ботанічний сад.
Управління новим садом було доручено Фішеру. Незабаром після цього прибув з Лондона Ф. Г. Фальдерманн, який зайняв посаду старшого садівника.
Продовжуючи займатися розведенням аптекарських трав, Імператорський Ботанічний сад мав з тих пір головною метою наукову діяльність, для чого він набував на асигновані йому гроші рослини живі і в сухому вигляді, насіння, а також засновував бібліотеку та музей. Крім того, сад служив місцем навчання садівництву та городництву, а також мав відділення для практичних занять студентів.
Перша грошова допомога була надана в день відкриття саду в розмірі 100 000 рублів асигнаціями; на ці гроші були придбані живі рослини з колекцій, які перебували в Санкт-Петербурзі і його околицях. Крім того, старший садівник Фальдерманн привіз з Лондону значну колекцію живих рослин.

#### Подальші перетворення
30 березня 1830 року згідно з розпорядженням Миколи I ботанічний сад був переданий з Міністерства внутрішніх справ у відання Міністерства Імператорського двору. Після цього переходу фінансування саду збільшилася майже вдвічі (до 123 000 рублів асигнаціями на рік), кількість співробітників також зросла. Зі збільшенням фінансування головним напрямком діяльності саду стало рішення наукових завдань, тому розведення лікарських трав було спочатку зменшено, а потім і зовсім припинено. Але в той же час залишено право користуватися колекціями саду різним навчальним закладам столиці, в тому числі і Петербурзькому університету.
5 квітня 1850 року Фішер був звільнений з посади директора Саду, яку з лютого 1851 року обійняв Карл Мейер, який стояв на чолі сада до своєї смерті 13 лютого 1855 року. Після смерті К. А. Мейєра обов'язки директора Саду були розділені між двома особами: адміністративна, господарська та фінансова частини довірені особливому чиновнику, керуючому садом, який не залежав від директора, цю посаду зайняв 28 квітня 1855 барон К. К. Кістер, а з 20 вересня того ж року обов'язки директора з наукових питань і садової частини були покладені на Е. А. Регеля, який залишався на цій посаді до скасування посади керуючого садом у грудні 1866 року.
24 липня 1863 року указом Олександра II Імператорський ботанічний сад був переданий з відомства Міністерства двору в підпорядкування Міністерству державного майна. Управління ботанічним садом було тимчасово доручено Рудольфу Траутфеттеру, якого 1864 року затвердили на посаді керуючого садом, а 1866 року, згідно з положенням нового штату, директором. Замість колишнього директора з наукових питань і садової частини, були засновані три посади головних ботаніків, зайняті Регелем, Сергієм Матвійовичем Розановим і Карлом Івановичем Максимовичем.
Хоча з 1864 року Сад не був у змозі відправляти на свої кошти мандрівників, проте колекції живих рослин, а також гербарії доставлялися особами, які подорожували за дорученням інших вчених товариств та брали на себе працю збирати колекції і для ботанічного саду.
Так, А. К. Беккер, проживаючи в Сарепті-на-Волзі, щорічно робив подорожі в Приволзькі степи, Дагестан, Туркменію та інші країни. З 1869 року ботанічний сад почав отримувати колекції від відомого мандрівника по Америці — Венедикта Рецля. Микола Олексійович Северцов, начальник Туркестанської експедиції, доставив до саду значну кількість рослин і насіння. Микола Михайлович Пржевальський, відправившись в 1871 році в Монголію, запропонував саду свої послуги задля збирання насіння і рослин. Багато інших мандрівників працювали на користь саду.

### Сад у XX столітті
У 1901 році Артур Ячевский організував фитопатологическую станцію (1907 року перетворена в Бюро мікології і фітопатології).
Хранителем саду з 1905 року був Ріхард Поле. 1908 року вперше було піднято питання про передачу ботанічного саду Академії наук.
З 1918 року — Головний ботанічний сад РРФСР.
Після революції 1917 року саду були передані оранжереї царських резиденцій і приватних садиб Аптекарського острова. З 1925 року — Головний ботанічний сад СРСР.
У 1930 році сад переданий Академії наук СРСР.
У 1931 році в результаті злиття ботанічного саду з Ботанічним музеєм АН СРСР утворений Ботанічний інститут АН СРСР (нині — Ботанічний інститут імені В. Л. Комарова РАН).
З 1938 по 1944 і в 1948—1958 роках завідувачем садом був Сергій Соколов.
Під час Другої світової війни ботанічний сад катастрофічно постраждав від бомбардувань. Перша авіабомба на територію саду впала 14 жовтня 1941 року, вибуховою хвилею вибило стекла в тропічних оранжереях, перестала працювати котельня. Найбільша авіабомба вагою в кілька сот кілограмів впала на сад 15 листопада 1941 года, заподіявши значні руйнування, знищивши скління декількох оранжерей, включаючи Велику пальмову. В таких умовах при сталій морозній погоді в одну ніч тропічна колекція була майже загублена. 
Всього в блокаду вдалося зберегти трохи більше 250 рослин: маленькі сіянці, кактуси, то, що співробітники могли забрати в квартири, і то, що могли зібрати в одну невелику оранжерею, яку опалювали грубками. Все інше було повністю знищено. Величезний внесок зробив садівник Микола Іванович Курнаков, який рятував кактуси у власній квартирі.
Поруч з садом в травні 1942 року був побудований бункер командувача Балтійським флотом Трібуца, а на території саду стояли зенітні гармати.
Після війни сад був відтворений, відреставровані оранжереї, зібрані колекції, які перевищили довоєнні. У цьому була заслуга директора Соколова, який відстояв сад від спроб його закриття президентом АН СРСР Сергієм Вавіловим.

## Колекції
Оранжереї займають площу близько гектара, де зростає більше 13 000 таксонів рослин, у тому числі:
- Субтропіки:
  - Хвойні і папороті субтропічних районів земної кулі
  - Хвойні, камелії, цитрусові
  - Рослини Середземномор'я і Південної Африки
  - Субтропічні рослини Північної і Південної Америки
  - Субтропічні рослини Південно-Східної Азії
  - Рослини Австралії і Нової Зеландії
  - Вересові
- Тропіки
  - Вищі спорові і голонасінні рослини
  - Рослини посушливих районів Африки і Америки
  - Рослини саван і мусонних лісів
  - Рослини вологого тропічного лісу
  - Декоративні та корисні рослини тропіків
  - Плодові рослини тропіків
  - Декоративні трав'янисті рослини тропіків
- Водні рослини
  - Мангрові рослини
  - Victoria amazonica
- Пальмові

У відкритому ґрунті зростає більше 6 000 таксонів рослин, які входять до наступних колекцій:
- Колекція інтродукційного розплідника корисних рослин
- Колекція Парка-дендрарію
- Розплідник деревних рослин
- Колекція альпійських гірок
- Колекція саду безперервного цвітіння
- Колекція однодольних рослин
- Колекція представників родини півникових
- Колекція розарію
- Колекція трав'янистих багаторічників

### Парк-дендрарій
Парк-дендрарій ботанічного саду займає 16,7 га, включаючи площу під деревами та чагарниками, газони, гірки, квітники і розплідники. Територія розбита на 145 ділянок. Розташування парку в центральній частині міста, на острові в дельті Неви, позитивно впливає на мікроклімат, проте велика частина території знаходиться лише на 1,5-3 метра вище рівня моря і затоплюється повенями.
Основою колекції парка-дендрарія є кілька видів дерев, переважно місцевої флори. Це 225 дерев клена гостролистого, 157 — дуба черешчатого, близько 200 — в'яза гладкого, більше 100 — туї західної, 55 — модрини сибірської. Також у парку присутні липи — дрібнолиста, широколиста та європейська, берези повисла і пухнаста. Є й інші аборигенні дерева, але в меншій кількості. Крім них в парку багато і рідкісних екзотів, чого не зустріти в інших міських парках. На 1 січня 2010 року в Парку-дендрарії вирощується 934 видів і форм, 150 родів, 55 родин різних життєвих форм (дерева, чагарники, напівчагарники, напівчагарнички і ліани). У колекції представлені найбільш зимостійкі дерева і чагарники лісової зони північної півкулі, як рівнинного, так і гірського оселища.

## Галерея

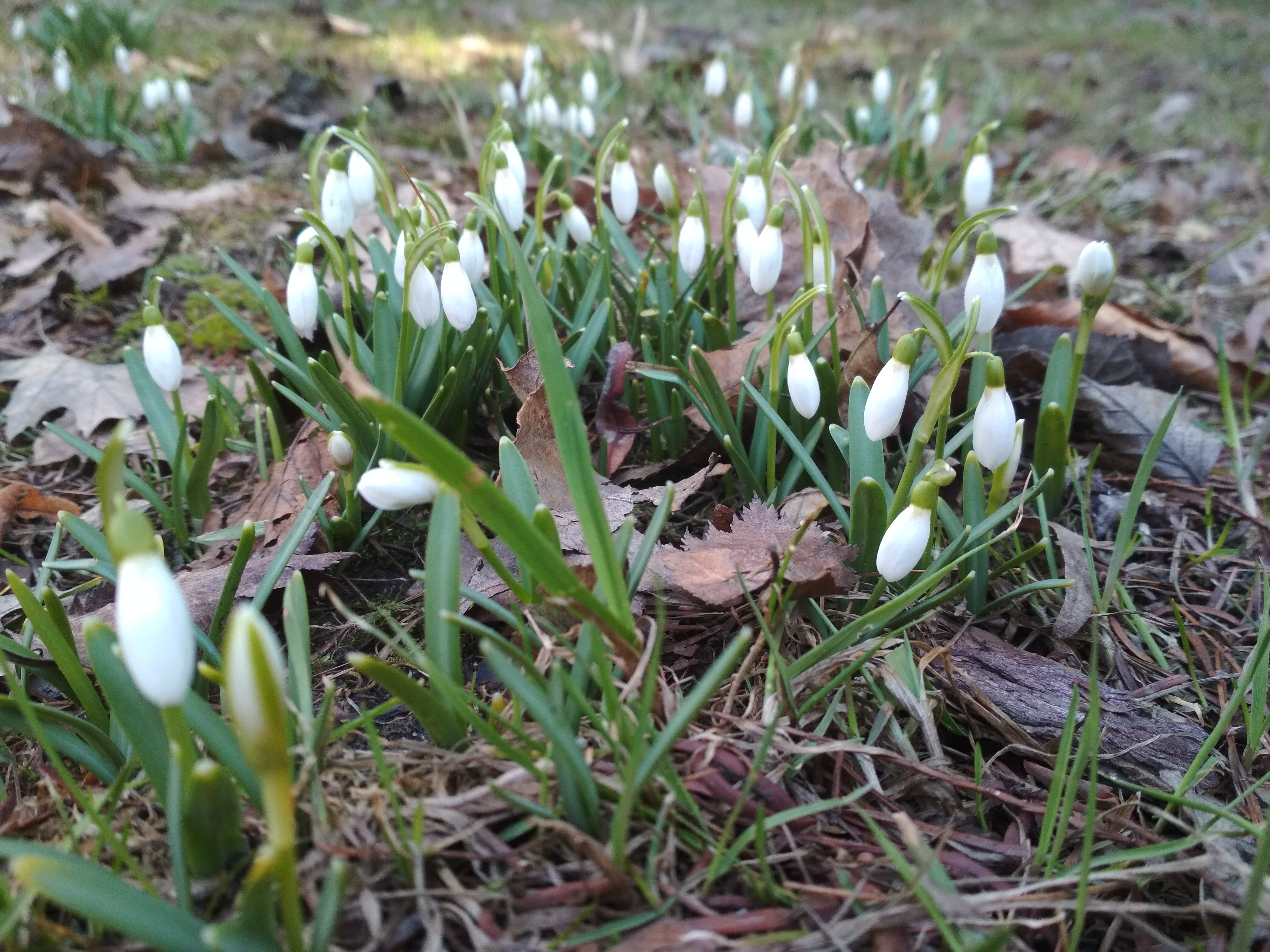
Проліски
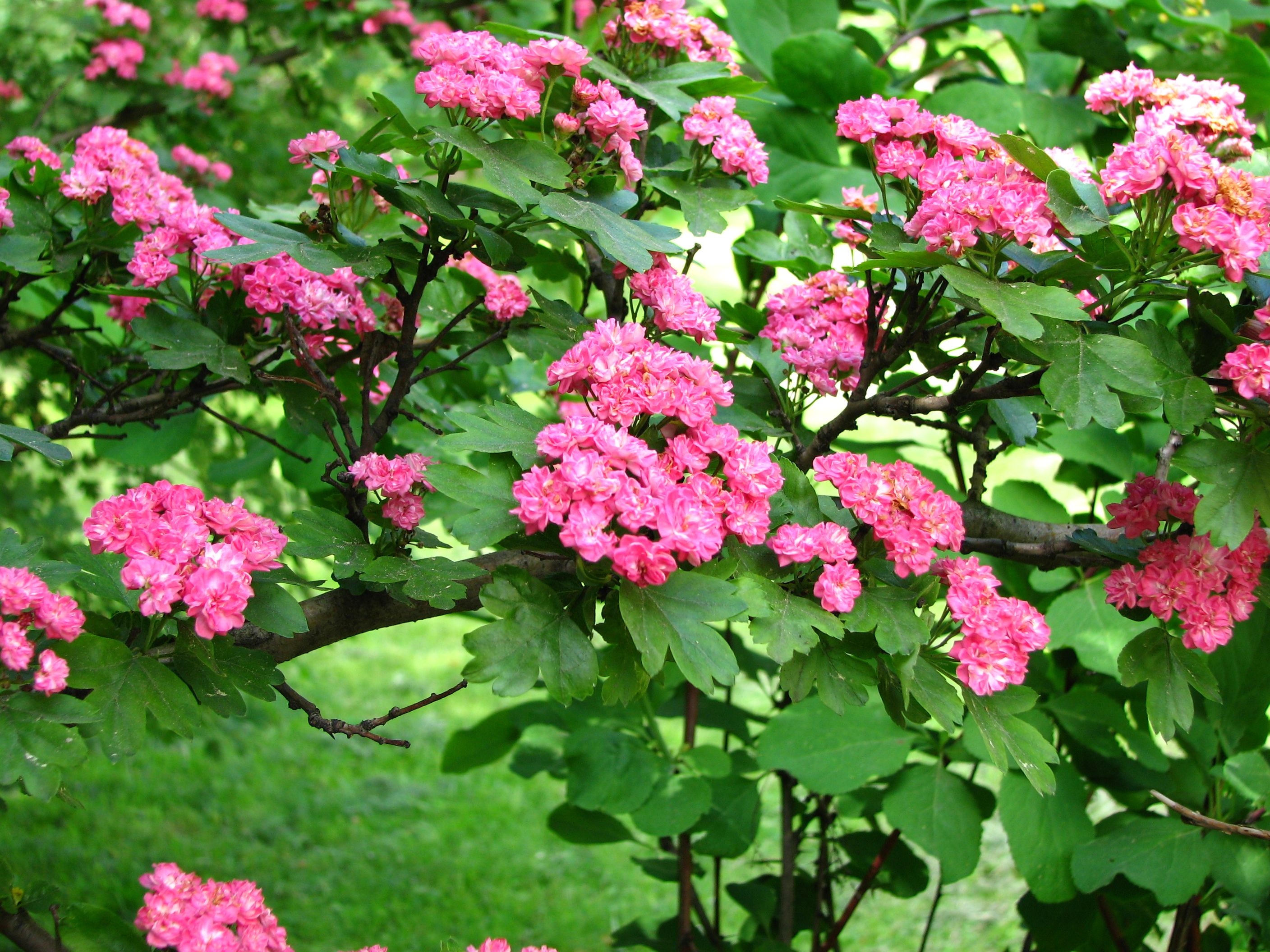
Crataegus laevigata
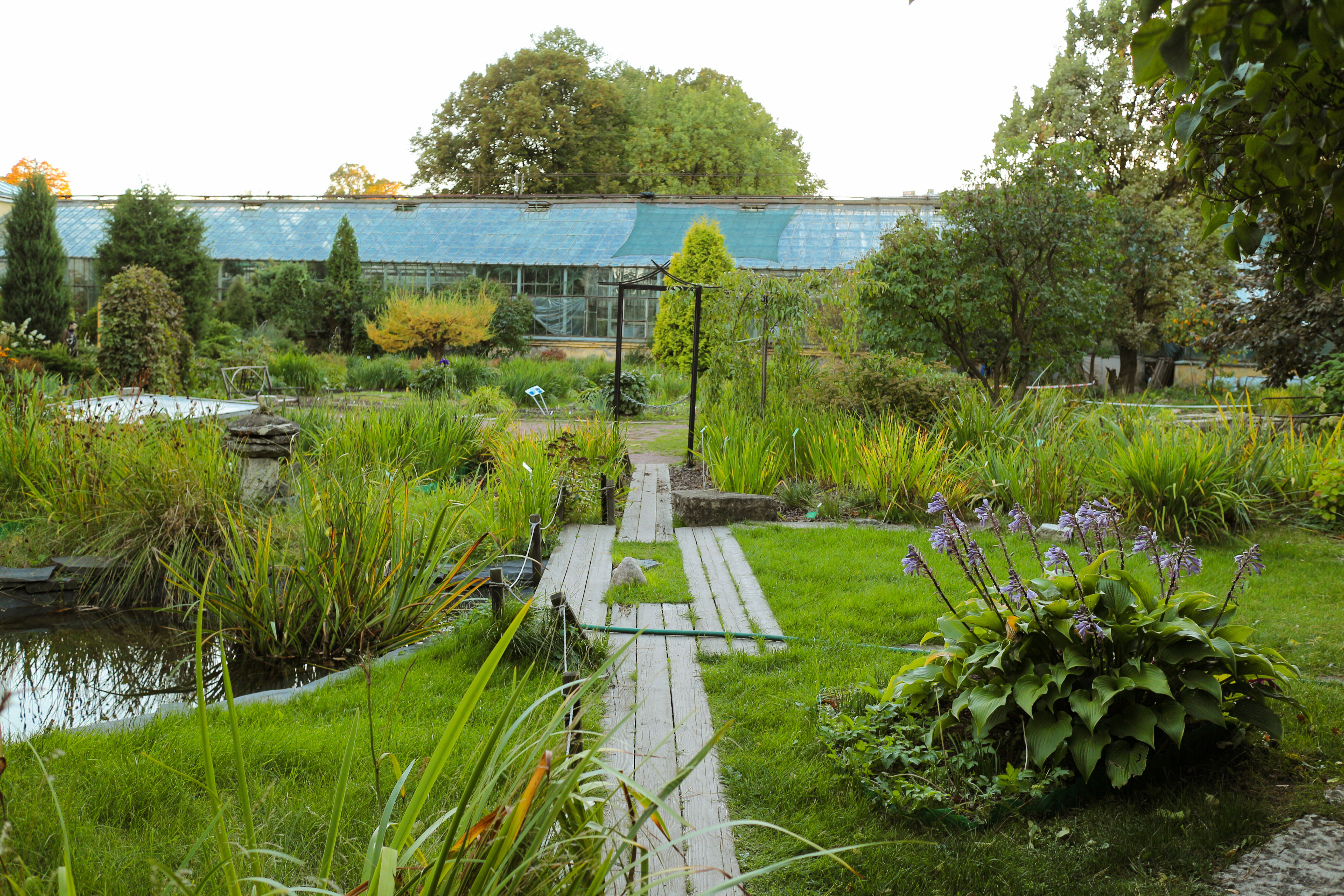
Ботанічний сад у кінці літа
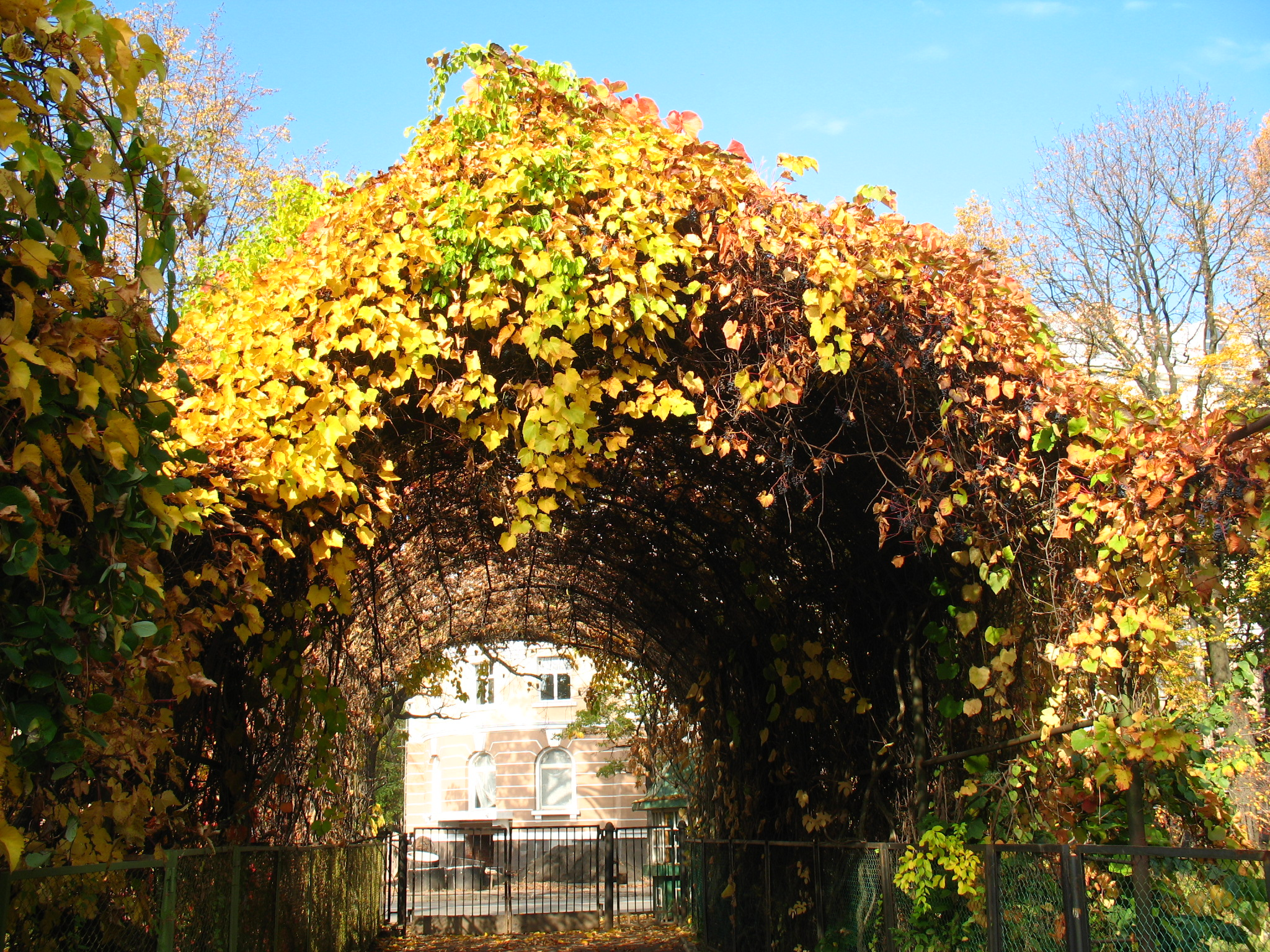
Виноградна арка
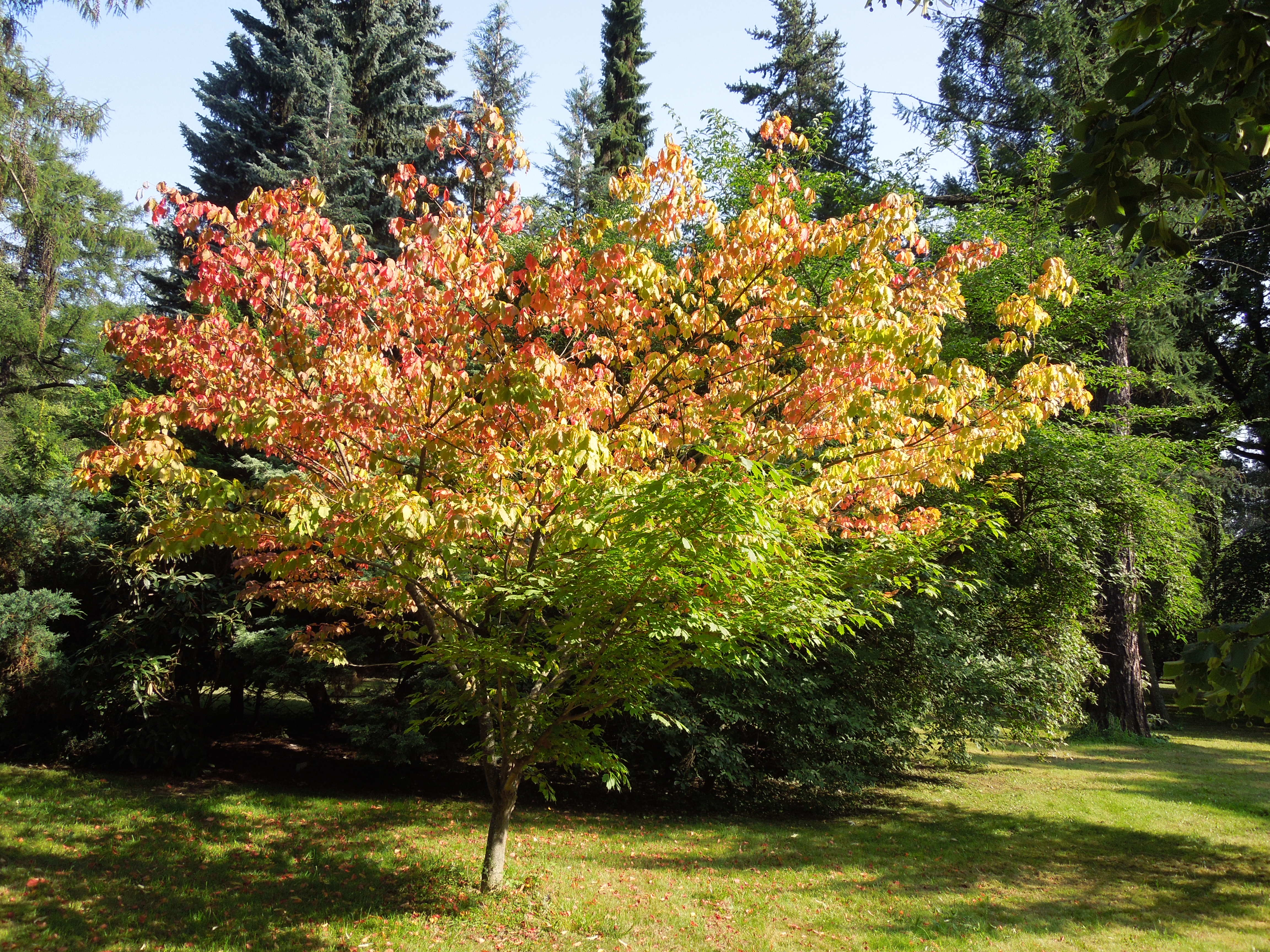
Acer cissifolium